# Macrodasys hexadactylis
Macrodasys hexadactylis is een buikharige uit de familie Macrodasyidae. Het dier komt uit het geslacht Macrodasys. Macrodasys hexadactylis werd in 1970 voor het eerst wetenschappelijk beschreven door Rao. 